# Fundación Mutua Madrileña
La Fundación Mutua Madrileña es una entidad española sin ánimo de lucro, creada en 2003 por Mutua Madrileña, con el objetivo de dedicar parte de los beneficios de la empresa para promover la investigación científica en materia de salud en España. Desde su fundación, ha ampliado sus ámbitos de actuación a la cultura, la acción social y la seguridad vial.

## Historia
La sociedad de seguros Mutua Madrileña estableció la Fundación Mutua Madrileña en 2003 para promover la investigación científica en materia de salud en España. En 2009 amplía sus ámbitos de actuación a la salud (centrándose, junto a la investigación científica, en la prevención), la cultura, la acción social y la seguridad vial. A fecha de 2017, contaba con un presupuesto anual de unos siete millones de euros. 

## Ámbitos de actuación

### Salud e investigación
Desde 2004, la Fundación Mutua Madrileña convoca anualmente las Ayudas a la Investigación Científica en materia de Salud, Hasta 2017, la Fundación ha aportado unos 55 millones de euros a numerosos proyectos en 195 centros de toda España. Las áreas prioritarias de financiación incluyen los trasplantes, la oncología y las enfermedades raras.

### Acción social
La Fundación Mutua Madrileña busca promover el compromiso social estudiantes de universidad mediante los Premios de Voluntariado Universitario. En 2016 optaron a estos premios 117 proyectos de 84 universidades, orientados  mayoritariamente a la ayuda a la infancia, a los ancianos, a personas discapacitadas y gruos con riesgo de exclusión social. Una de sus principales iniciativas es la financiación de proyectos de acción social de ONG, dentro de su Convocatoria Anual de Ayudas a la Acción Social.
Dentro de su programa de acción social, la Fundación ha lanzado un concurso contra la violencia de género orientado a los centros de enseñanza. En esta línea de actuación en el entorno educativo, ha colaborado en la lucha contra el acoso escolar.

### Seguridad vial
La Fundación ha realizado proyectos de investigación sobre las razones y las circunstancias de los accidentes de tráfico para determinar conductas que pueden evitarlos. Un ejemplo es  la campaña Agárrate a la vida, dirigida al colectivo de los jóvenes y que lleva a cabo con Aesleme. También promueve diferentes acciones de divulgación de comportamientos responsables al volante entre los conductores adultos. 

### Difusión cultural
Mantiene acuerdos con los principales museos de España para impulsar sus programas de estudio y de difusión cultural. Organiza un programa de conferencias sobre la historia de España, en colaboración con la Real Academia de la Historia, y numerosos conciertos clásicos para el público adulto e infantil.

## Reconocimiento
En abril de 2016, la Asociación Española de Fundaciones (AEF) ha galardonado en su primera edición de los Premios AEF a la Fundación Mutua Madrileña en la categoría de Premio a la Colaboración 2016, por su programa Jóvenes Profesionales que, en colaboración con la Asociación de Talleres de Madrid (ASETRA) y la Fundación Exit, busca paliar el fracaso escolar y combatir sus consecuencias mediante la formación de jóvenes en la reparación de vehículos y la realización de prácticas en talleres para reducir el desempleo juvenil.

## Polémicas
En la edición de los premios 2009 existió una gran controversia debido a que el premio fue otorgado a un artículo, de bajo perfil científico otorgado a la Dra Rosa Maria Ayala Diaz. El trabajo polémico se publicó en una revista de bajo perfil. Las controversias se han fundado en que el propio director del jurado que otorgaba el premio, el Sr. Enrique Moreno González, ha sido coautor del mismo artículo que se premió, y entre los autores iban además su hija y su yerno. La propia Fundación Mutua Madrileña financió además el propio trabajo. Así se completó un cúmulo de conflictos de intereses que hacen que el presidente del jurado se premie a uno de sus trabajos, de baja calidad científica, en el que además van familiares y que ha financiado la propia fundación que da los premios.